# Kyle Anderson
Kyle Forman Anderson (李凯尔S, Li Kai'erP; New York, 20 settembre 1993) è un cestista statunitense naturalizzato cinese, professionista nella NBA con gli Utah Jazz.
È soprannominato Slow Mo per via della sua lentezza nei movimenti.

## Carriera
Dopo due stagioni in NCAA con gli UCLA Bruins (di cui l'ultima chiusa con oltre 14 punti e 8 rimbalzi di media) viene scelto alla trentesima chiamata del Draft 2014 dai San Antonio Spurs. Alla NBA Summer League 2015 è autore di grandi prestazioni, tenendo le medie di 22 punti, 5,8 assist, 1,8 rimbalzi e 1,3 palle rubate, e venendo nominato MVP della manifestazione.

## Statistiche
| * | Primo nella lega |

### NCAA
| Anno      | Squadra     | PG | PT | MP   | TC%  | 3P%  | TL%  | RP  | AP  | PRP | SP  | PP   |
| --------- | ----------- | -- | -- | ---- | ---- | ---- | ---- | --- | --- | --- | --- | ---- |
| 2012-2013 | UCLA Bruins | 35 | 34 | 29,9 | 41,6 | 21,1 | 73,5 | 8,6 | 3,5 | 1,8 | 0,9 | 9,7  |
| 2013-2014 | UCLA Bruins | 36 | 36 | 33,2 | 48,0 | 48,3 | 73,7 | 8,8 | 6,5 | 1,8 | 0,8 | 14,6 |
| Carriera  | Carriera    | 71 | 70 | 31,6 | 45,2 | 37,5 | 73,6 | 8,7 | 5,0 | 1,8 | 0,8 | 12,2 |

#### Massimi in carriera
- Massimo di punti: 28 vs Utah (18 gennaio 2014)[5]
- Massimo di rimbalzi: 17 vs Fresno State (22 dicembre 2012)
- Massimo di assist: 11 (2 volte)
- Massimo di palle rubate: 5 (3 volte)
- Massimo di stoppate: 4 vs Arizona State (27 febbraio 2013)
- Massimo di minuti giocati: 40 (2 volte)

### NBA

#### Regular Season
| Anno      | Squadra            | PG  | PT  | MP   | TC%  | 3P%  | TL%  | RP  | AP  | PRP | SP  | PP   |
| --------- | ------------------ | --- | --- | ---- | ---- | ---- | ---- | --- | --- | --- | --- | ---- |
| 2014-2015 | San Antonio Spurs  | 33  | 8   | 10,8 | 34,8 | 27,3 | 64,3 | 2,2 | 0,8 | 0,5 | 0,2 | 2,2  |
| 2015-2016 | San Antonio Spurs  | 78  | 11  | 16,0 | 46,8 | 32,4 | 74,7 | 3,1 | 1,6 | 0,8 | 0,4 | 4,5  |
| 2016-2017 | San Antonio Spurs  | 72  | 14  | 14,2 | 44,5 | 37,5 | 78,9 | 2,9 | 1,3 | 0,7 | 0,4 | 3,4  |
| 2017-2018 | San Antonio Spurs  | 74  | 67  | 26,7 | 52,7 | 33,3 | 71,2 | 5,4 | 2,7 | 1,6 | 0,8 | 7,9  |
| 2018-2019 | Memphis Grizzlies  | 43  | 40  | 29,8 | 54,3 | 26,5 | 57,8 | 5,8 | 3,0 | 1,3 | 0,9 | 8,0  |
| 2019-2020 | Memphis Grizzlies  | 67  | 28  | 19,9 | 47,4 | 28,2 | 66,7 | 4,3 | 2,4 | 0,8 | 0,6 | 5,8  |
| 2020-2021 | Memphis Grizzlies  | 69  | 69  | 27,3 | 46,8 | 36,0 | 78,3 | 5,7 | 3,6 | 1,2 | 0,8 | 12,4 |
| 2021-2022 | Memphis Grizzlies  | 69  | 11  | 21,5 | 44,6 | 33,0 | 63,8 | 5,3 | 2,7 | 1,1 | 0,7 | 7,6  |
| 2022-2023 | Minnesota T'wolves | 69  | 46  | 28,4 | 50,9 | 41,0 | 73,5 | 5,3 | 4,9 | 1,1 | 0,9 | 9,4  |
| 2023-2024 | Minnesota T'wolves | 79  | 10  | 22,6 | 46,0 | 22,9 | 70,8 | 3,5 | 4,2 | 0,9 | 0,6 | 6,4  |
| 2024-2025 | G.S. Warriors      | 36  | 3   | 15,0 | 45,0 | 36,5 | 66,7 | 3,1 | 2,3 | 0,7 | 0,6 | 5,3  |
| 2024-2025 | Miami Heat         | 25  | 1   | 18,4 | 49,3 | 33,3 | 78,9 | 3,8 | 2,6 | 0,6 | 0,5 | 6,7  |
| Carriera  | Carriera           | 714 | 308 | 21,5 | 47,8 | 34,0 | 71,6 | 4,3 | 2,8 | 1,0 | 0,6 | 6,8  |

#### Play-off
| Anno     | Squadra            | PG | PT | MP   | TC%  | 3P%  | TL%  | RP  | AP  | PRP  | SP  | PP  |
| -------- | ------------------ | -- | -- | ---- | ---- | ---- | ---- | --- | --- | ---- | --- | --- |
| 2016     | San Antonio Spurs  | 10 | 0  | 12,9 | 32,0 | 33,3 | 85,7 | 2,4 | 0,7 | 0,6  | 0,3 | 2,3 |
| 2017     | San Antonio Spurs  | 15 | 1  | 13,0 | 56,3 | 30,0 | 72,7 | 3,1 | 1,7 | 0,7  | 0,1 | 5,5 |
| 2018     | San Antonio Spurs  | 5  | 1  | 14,6 | 60,0 | 0,0  | 75,0 | 2,6 | 0,6 | 1,2  | 0,2 | 5,4 |
| 2021     | Memphis Grizzlies  | 5  | 5  | 28,4 | 42,9 | 25,0 | 75,0 | 5,0 | 3,2 | 2,8* | 0,0 | 8,4 |
| 2022     | Memphis Grizzlies  | 12 | 1  | 18,4 | 56,9 | 25,0 | 61,1 | 4,3 | 1,8 | 0,9  | 0,6 | 6,0 |
| 2023     | Minnesota T'wolves | 4  | 0  | 26,0 | 50,0 | 33,3 | 100  | 4,0 | 4,5 | 1,8  | 0,5 | 8,5 |
| 2024     | Minnesota T'wolves | 14 | 1  | 14,2 | 47,9 | 25,0 | 83,3 | 2,6 | 2,5 | 0,6  | 0,3 | 4,1 |
| 2025     | Miami Heat         | 2  | 0  | 7,0  | 0,0  | -    | -    | 0,5 | 0,5 | 0,0  | 0,0 | 0,0 |
| Carriera | Carriera           | 67 | 9  | 16,3 | 49,5 | 25,5 | 74,1 | 3,2 | 1,9 | 0,9  | 0,3 | 5,1 |

#### Massimi in carriera
- Massimo di punti: 28 vs Brooklyn Nets (28 dicembre 2020)[6]
- Massimo di rimbalzi: 14 vs Atlanta Hawks (26 dicembre 2020)
- Massimo di assist: 12 (3 volte)
- Massimo di palle rubate: 6 (2 volte)
- Massimo di stoppate: 4 (3 volte)
- Massimo di minuti giocati: 51 vs Chicago Bulls (17 marzo 2023)

### G League
| Anno      | Squadra      | PG | PT | MP   | TC%  | 3P%  | TL%  | RP  | AP  | PRP | SP  | PP   |
| --------- | ------------ | -- | -- | ---- | ---- | ---- | ---- | --- | --- | --- | --- | ---- |
| 2014-2015 | Austin Spurs | 26 | 26 | 40,1 | 44,7 | 35,4 | 78,9 | 8,7 | 4,8 | 2,0 | 1,5 | 21,3 |
| Carriera  | Carriera     | 26 | 26 | 40,1 | 44,7 | 35,4 | 78,9 | 8,7 | 4,8 | 2,0 | 1,5 | 21,3 |

## Palmarès
- McDonald's All-American Game (2012)
- NCAA AP All-America Third Team (2014)
- NBA Summer League MVP Award